# Generální tajemník Rady Evropské unie
Generální tajemník Rady Evropské unie vede generální sekretariát Rady Evropské unie. V dubnu 2015 Rada jmenovala dánského diplomata Jeppe Tranholma-Mikkelsena generálním tajemníkem Rady na období od 1. července 2015 do 30. června 2020. Na druhé funkční období byl jmenován 29. dubna 2020. Druhé, pětileté funkční období běží od 1. července 2020 do 30. června 2025.
Dříve byl držitelem funkce také vysoký představitel pro společnou zahraniční a bezpečnostní politiku, předseda Evropské obranné agentury a Západoevropské unie. Amsterodamská smlouva vytvořila úřad vysokého představitele pro společnou zahraniční a bezpečnostní politiku a stanovila, že generální tajemník bude tuto pozici zastávat současně. Javier Solana vykonával obě funkce od roku 1999 do roku 2009. Lisabonská smlouva nově definovala post vysokého představitele a opět jej oddělila od funkce generálního tajemníka Rady.
Od roku 2010 se základní plat generálního tajemníka rovná platu nejvyššího státního zaměstnance: 17 697,68 EUR měsíčně.

## Seznam generálních tajemníků
| Pořadí | Portrét | Generální tajemník               | Nastoupil do úřadu | Odešel z úřadu   | Čas v úřadu     | Stát        |
| ------ | ------- | -------------------------------- | ------------------ | ---------------- | --------------- | ----------- |
| 1      |         | Christian Calmes(1913–1995)      | 9. září 1952       | 14. června 1973  | 20 let, 278 dní | Lucembursko |
| 2      |         | Nicolas Hommel                   | 1. července 1973   | 7. října 1980    | 7 let, 98 dní   | Lucembursko |
| 3      |         | Niels Ersbøll (* 1926)           | 8. října 1980      | 31. srpna 1994   | 13 let, 327 dní | Dánsko      |
| 4      |         | Jürgen Trumpf(* 1931)            | 1. září 1994       | 17. října 1999   | 5 let, 46 dní   | Německo     |
| 5      |         | Javier Solana(* 1942)            | 18. října 1999     | 1. prosince 2009 | 10 let, 44 dní  | Španělsko   |
| 6      |         | Pierre de Boissieu(* 1945)       | 1. prosince 2009   | 26. června 2011  | 1 rok, 207 dní  | Francie     |
| 7      |         | Uwe Corsepius(* 1960)            | 26. června 2011    | 30. června 2015  | 4 roky, 4 dny   | Německo     |
| 8      |         | Jeppe Tranholm-Mikkelsen(* 1962) | 1. července 2015   | Úřadující        | 9 let a 243 dní | Dánsko      |